# Adrian Zingg

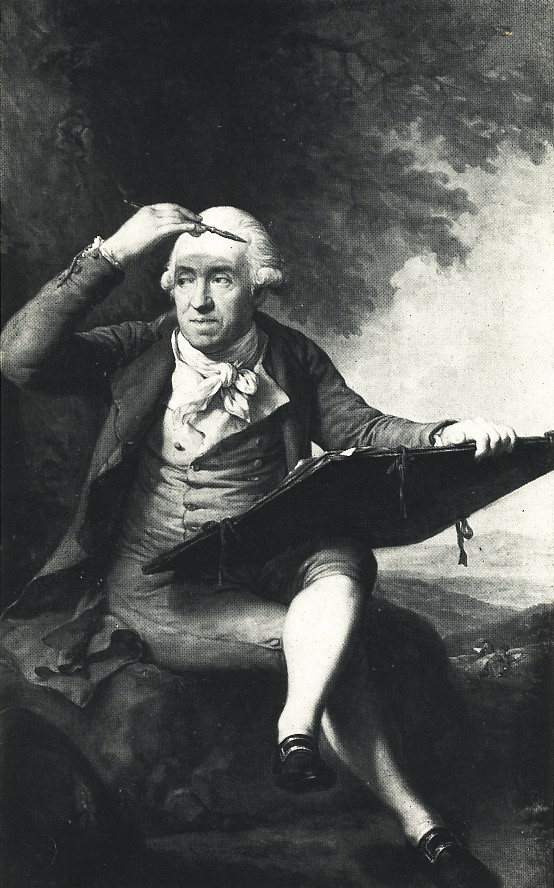
Adrian Zingg – obraz Antona Graffa (1790)

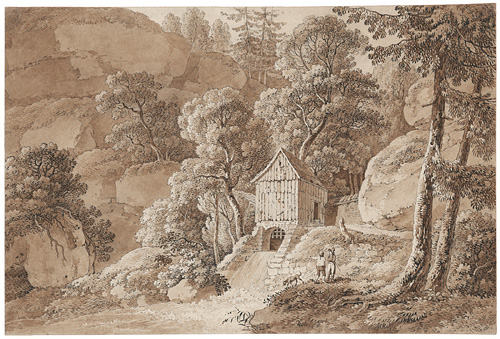
Adrian Zingg – Pejzaż z okolic Hohenstein w Saskiej Szwajcarii (ok. 1790)

Adrian Zingg (ur. 15 kwietnia 1734 w St. Gallen, zm. 26 maja 1816 w Lipsku) – szwajcarski malarz, rysownik, grafik i miedziorytnik. Przez większą część swego okresu twórczego związany z Akademią Drezdeńską, był jednym z twórców tamtejszej szkoły malarstwa pejzażowego.

## Życiorys
Początkowo sztuki miedziorytnictwa uczył go ojciec, Bartolomäus Zingg, z zawodu skrawacz stali. Potem praktykował u miedziorytnika Johanna Rudolfa Holzhalba. Od 1757 r. pracował u berneńskiego malarza wedutowego Johanna Ludwiga Aberliego, tworząc pejzaże z terenu Szwajcarii. W 1759 r. wraz z medalierem Johannem Casparem Mörikoferem wyjechał z Berna do Paryża, gdzie przez siedem lat pracował z rytownikiem Johannem Georgiem Willem.
W 1764 r. Christian Ludwig von Hagedorn zatrudnił go jako miedziorytnika w nowo założonej Akademii w Dreźnie, w której dwa lata później zaczął pracować jako nauczyciel.
W trakcie pobytu w Dreźnie zaprzyjaźnił się z profesorem drezdeńskiej Akademii, Christianem W. E. Dietrichem, którego uważał za swojego mentora. Po śmierci Dietricha (1774) ukończył szereg jego dzieł i przygotował je do wydania na 87 arkuszach. W 1769 r. został powołany na członka Wiedeńskiej Akademii Sztuki, a w 1787 r. – Pruskiej Akademii Nauk w Berlinie. W roku 1803 został mianowany profesorem miedziorytnictwa w Akademii Drezdeńskiej, a następnie otrzymał tytuł nadwornego miedziorytnika dworu saskiego.
Podczas pobytu w Dreźnie poznał i pokochał nieodległe tereny przełomu Łaby przez Góry Połabskie na niemiecko-czeskim pograniczu, którym wraz z Antonem Graffem nadali nazwę Saskiej Szwajcarii. Pejzaże z okolic Lasu Turyńskiego i przedstawienia skalnych zakątków Saskiej Szwajcarii w technice sepii należą do najbardziej znanych dzieł Zingga.